# Тамабек
Тамабек (каз. Тамабек, до 2022 г. — Амангельды) — сел в Таласском районе Жамбылской области Казахстана. Входит в состав Шакировского сельского округа. Код КАТО — 316259500.

## Население
В 1999 году население села составляло 473 человека (241 мужчина и 232 женщины). По данным переписи 2009 года, в селе проживали 843 человека (422 мужчины и 421 женщина).